# Amara modulata
Amara modulata är en skalbaggsart som beskrevs av Thomas Casey. Amara modulata ingår i släktet Amara och familjen jordlöpare. Inga underarter finns listade i Catalogue of Life.